# HD 75289
HD 75289 är en dubbelstjärna i norra delen stjärnbilden Seglet. Den har en kombinerad skenbar magnitud av ca 6,35 och är mycket svagt synlig för blotta ögat där ljusföroreningar ej förekommer. Baserat på parallax enligt Gaia Data Release 2 på ca 34,3 mas, beräknas den befinna sig på ett avstånd på ca 95 ljusår (ca 29 parsek) från solen. Den rör sig bort från solen med en heliocentrisk radialhastighet på ca 10 km/s.

## Egenskaper
Primärstjärnan HD 75289 A är en gul till vit stjärna i huvudserien av spektralklass G0 V. Den har en massa som är ungefär en solmassa, en radie som är ca 1,4 solradier och har ca 2,2 gånger solens utstrålning av energi från dess fotosfär vid en effektiv temperatur av ca 6 000 K.

## Planetsystem
År 1999 upptäcktes med hjälp av mätning av radiell hastighet en exoplanet HD 75289 b med en massa motsvarande hälften av massan av Jupiter. Planeten är en typisk het Jupiter med en omloppsperiod av endast ca 3,51 dygn på ett omloppsavstånd av 0,0482 AE.
| Planet | Massa             | Halv storaxel (AE)  | Siderisk omloppstid (d) | Excentricitet | Inklination | Radie |
| ------ | ----------------- | ------------------- | ----------------------- | ------------- | ----------- | ----- |
| b      | ≥0,456 ± 0,010 MJ | 0,047859 ± 0,000002 | 3,50916 ± 0,00002       | 0,062 ± 0,022 | -           | -     |

## HD 75289 B
HD 75289 B är en röd dvärg, som kretsar kring HD 75289 A, upptäckt 2004. Stjärnorna har en gemensam egenrörelse och är antagligen fysiskt relaterade. Projicerat avstånd mellan de två stjärnorna är ca 21,5 bågsekunder, vilket på ett avstånd av 94 ljusår skulle motsvara 621 astronomiska enheter. Emellertid är det radiella avståndet mellan stjärnorna okänt, så de ligger förmodligen längre ifrån varandra. Hur som helst skulle det ta tusentals år att fullborda ett omlopp kring primärstjärnan.
Studien som upptäckte den röda dvärgen utesluter också ytterligare följeslagare utanför 140 AE och massiva bruna dvärgar från 400 AE till 2 000 AE.